# Poraniomorpha
Poraniomorpha is een geslacht van zeesterren uit de familie Poraniidae.

## Soorten
- Poraniomorpha abyssicola (Verrill, 1895)
- Poraniomorpha bidens Mortensen, 1932
- Poraniomorpha hispida (M. Sars, 1872)
- Poraniomorpha tumida (Stuxberg, 1878)